# Józef Filipowicz
Józef Filipowicz (ur. 16 marca 1928 w Stanisławowie, zm. 7 lipca 2020 w Warszawie) – polski dyplomata, ambasador PRL i RP w Nigerii (1971–1975; 1989–1991) oraz w Iranie (1979–1983).

## Życiorys

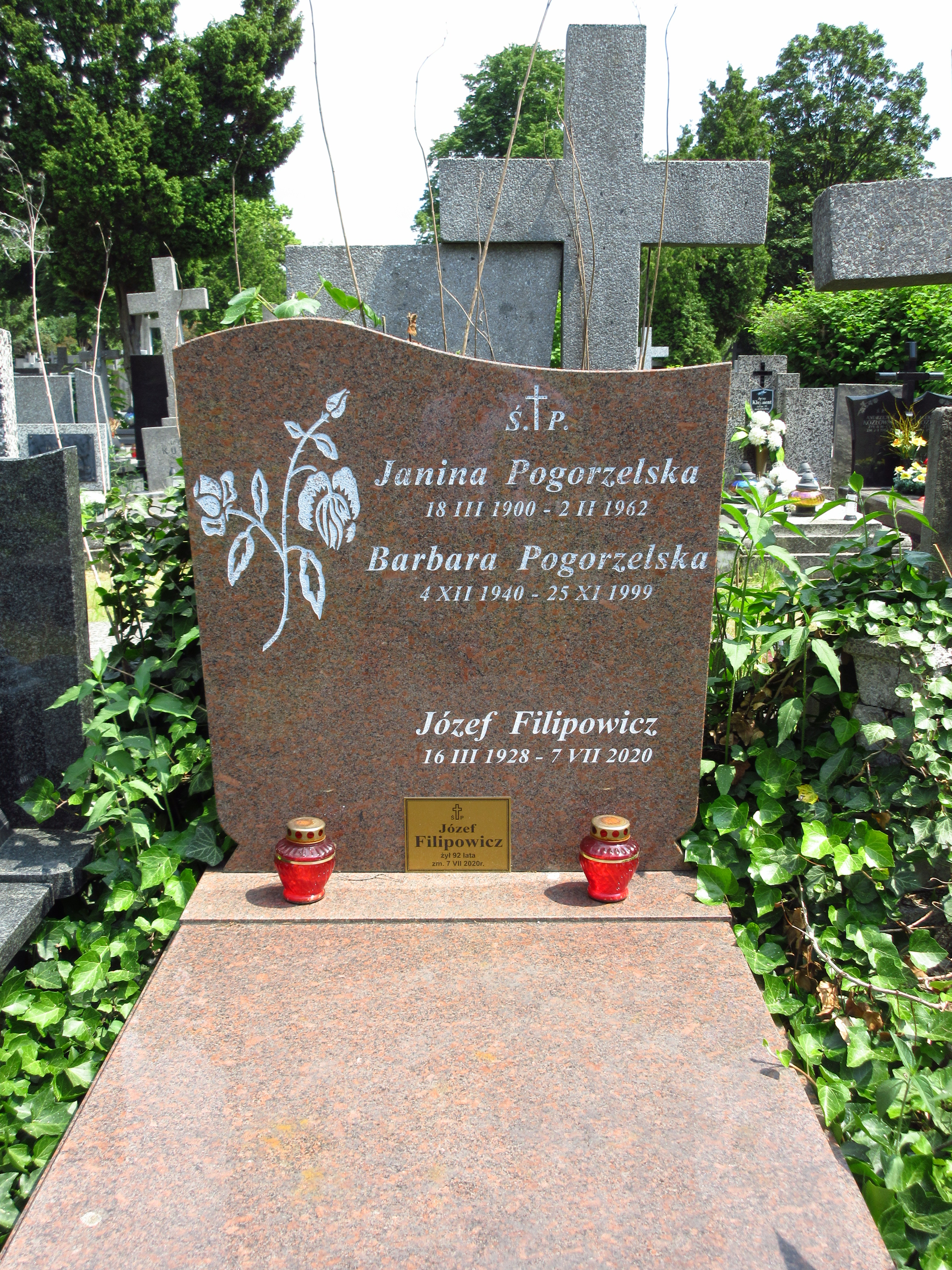
Grób Józefa Filipowicza na cmentarzu Bródnowskim

Józef Filipowicz był absolwentem Szkoły Głównej Planowania i Statystyki, Szkoły Głównej Służby Zagranicznej oraz Wyższej Szkoły Nauk Społecznych.
Od 1961 pracownik służby dyplomatyczno-konsularnej Ministerstwa Spraw Zagranicznych. I sekretarz ambasady w Ottawie 1964–1968. W latach 1975–1977 dyrektor Departamentu Informacji. Ambasador w Iranie (27 listopada 1979 – 6 września 1983) i Nigerii (1971–1975 oraz 26 stycznia 1989 – 30 września 1991). Pochowany na cmentarzu Bródnowskim (kwatera 51K-2-23). 